# Kongō Gumi
Kongō Gumi Co., Ltd. (株式会社金刚组; Кабусікі Гайся Конго: Гумі) — найстаріша промислова компанія у світі, що безперервно функціонувала в Японії під управлінням сімейного клану протягом 1428 років з 578 по 2006 рік. У 2006 році була поглинена корпорацією Такамацу і в 2007 році збанкрутувала.

## Історія

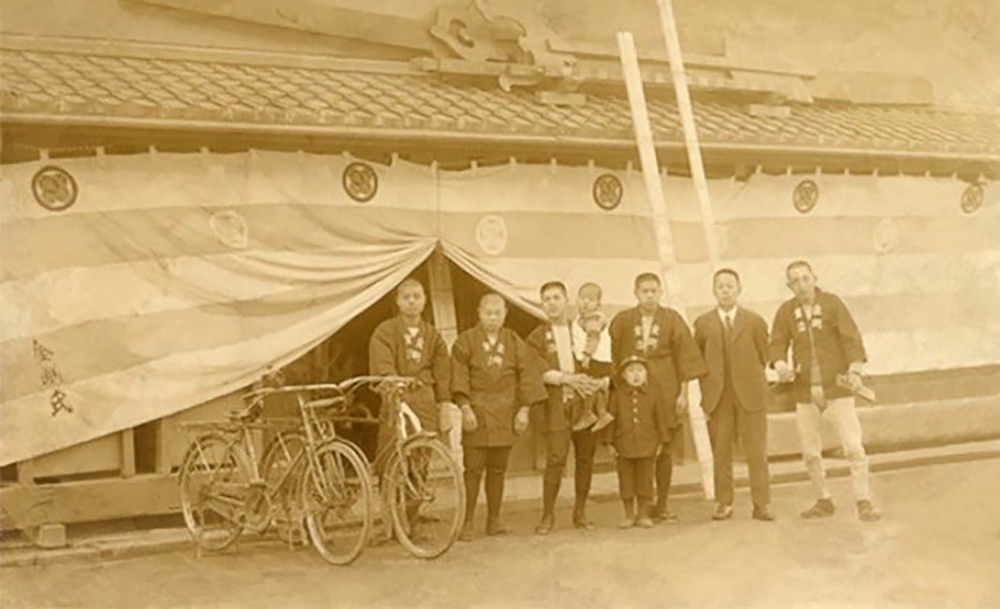
Працівники компанії, початок ХХ століття.

У 578 році принц-регент Сьотоку привіз до Японії з Корейського королівства Пекче сім'ю родоначальників родини Конго для будівництва буддійського храму Сітенно, який досі стоїть в Осаці. Конго Гумі брали участь у будівництві багатьох відомих споруд в Японії, включаючи Замок в Осаці (XVI століття) і храм Хорюдзі.
Триметровий сувій, датований XVII століттям, містить згадки про 40 поколінь, які керували фірмою. Як було прийнято і в інших знатних японських сім'ях, усиновлені діти вступали в клан Конго і брали собі це прізвище. Тим самим фамільне дерево не припинялось протягом 1400 років.
Компанія іноді змінювала рід своєї діяльності. Так, у Другу світову війну Конго Гумі займалися виготовленням домовин. У 1980‑х компанія активно вкладала гроші в нерухомість, але не змогла оговтатися після економічної кризи, що наставала. У січні 2006 року активи компанії були придбані корпорацією Такамацу.
До моменту ліквідації діяльність компанії щорічно приносила близько 70 мільйонів доларів США (7,5 мільярдів єн), в штаті Конго Гумі налічувалося понад 100 чоловік. У 2005 році компанія як і раніше спеціалізувалася на будівництві храмів буддистів. Останнім (40 за рахунком з клану Конго) президентом компанії був Масадзаку Конго. У грудні 2006 року компанія продовжувала існувати як дочірня компанія Такамацу.
У березні 2007 року компанія була закрита внаслідок банкрутства, вона просто не змогла виплатити кредити, які взяла до обвалу ринку нерухомості Японії.